# 明史考证攟逸
《明史考證攟逸》，又作《明史考證捃逸》，清朝王颂蔚撰，凡四十二卷。
乾隆四十二年，于敏中等奉敕主編《明史考證》，多依據《國朝獻徵錄》參校《明史》，但《明史考證》並未刊行。光绪年間，户部侍郎王颂蔚入值军机處，得见《明史考證》残本，並将其整理成《明史考证攟逸》四十二卷，1916年收入《嘉业堂丛书》。王頌蔚之子王季烈再參考《攟逸》失載而見諸於文津閣本《明史考證》的三十餘條錄，撰成《明史考證攟逸補遺》一卷。民國二十五年，中華書局刊印《明史》，將《明史考證攟逸》及《補遺》拆開，附於諸列傳之後。